# Camille Morineau
Camille Morineau (13 de junio de 1967) es una comisaria de exposiciones, conservadora del patrimonio, historiadora del arte y directora artística francesa.
Se desempeñó durante diez años en el Museo Nacional de Arte Moderno, en el Centro Pompidou de París, donde fue la comisaria de la exposición elles@centrepompidou. De 2016 a 2019 fue la directora de las colecciones y las exposiciones de la Monnaie de Paris. En noviembre de 2020, fue nombrada presidenta del Consejo de Administración de la Escuela del Louvre.

## Biografía
Camille Morineau estudió Historia en la Escuela Normal Superior de París (promoción 1987). Partió a enseñar el Idioma francés en el Williams College de los Estados Unidos y descubrió los estudios de género. Luego integró el Instituto nacional del patrimonio en París. Además posee un diploma DEA en historia del arte.
Como conservadora del Museo Nacional de Arte Moderno de París, incorporó obras feministas en las colecciones. Fue comisaria de las exposiciones de Yves Klein, Gerhard Richter, Roy Lichtenstein y dirigió la muestra elles@centrepompidou, exhibición compuesta íntegramente por obras de mujeres artistas de la colección. Los críticos consideraron que la exposición era un reconocimiento largamente esperado del papel fundamental de las mujeres en la historia del arte.
Abandonó el museo y se consagró a una retrospectiva a Niki de Saint Phalle en el Grand Palais en París. Esta exposición viajó al Museo Guggenheim Bilbao, Tokio, Dinamarca y Finlandia.
Paralelamente, enseñó historia del arte del siglo XX en la Escuela del Louvre y, en 2014, fundó y dirige la asociación AWARE (Archives of Women Artists, Research and Exhibiciones) (AWARE, Archivos de Mujeres Artistas, Investigación y Exposiciones), que pretende reposicionar a las mujeres artistas del siglo XX en la historia del arte. Debido a que las mujeres están infrarrepresentadas, o totalmente ausentes, en obras de arte, exposiciones y colecciones de museos, la asociación pretende contribuir a visibilizar la presencia de las mujeres artistas a través de la organización de jornadas de estudio, mesas redondas, exposiciones... Además, brinda una base de datos en línea indexada con artistas de todo el mundo, cuenta con una biblioteca especializada dedicada a las mujeres artistas del siglo XX y otorga el premio AWARE.
En diciembre de 2016, fue nombrada directora de las colecciones y las exposiciones de la Moneda de París donde organizó la exposición Women House, que reagrupó cuarenta artistas mujeres explorando el espacio doméstico. La muestra viajó después al Museo Nacional de Mujeres Artistas, en Washington D. C:
En octubre de 2019, la Moneda de París decidió suprimir su programa de exposiciones de arte contemporáneo, Morineau abandonó su puesto de directora en la institución. Esta decisión surgió algunas semanas después de la apertura de la exposición retrospectiva de la artista Kiki Smith.
Desde noviembre de 2020, por un decreto presidencial, fue nombrada presidenta del Consejo de Administración de la Escuela del Louvre.
Ha colaborado en catálogos de exposiciones, obras sobre artistas contemporáneos y en las publicaciones Cahiers du Musée national d’art moderne y Art Press.

## Comisariado de exposiciones
- Abstraction-abstractions. Museo de Arte Moderno de Saint Etienne. 1996
- Lanterna Magika, art et technologie en république tchèque au XXé siècle. Espace Electra, París. 2002
- Nouvelles-Vagues. Pekín, Cantón y Shanghái. 2004
- Yves Klein, rétrospective. Centro Pompidou, París. 2006
- Elles@centrepompidou, artistes femmes dans les collections. Centro Pompidou, París. 2010
- Gerhard Richter, Panorama. Londres Tate modern, Nueva Galería Nacional de Berlín, Centro Pompidou. 2011
- Roy Lichtenstein, rétrospective. Centro Pompidou, París. 2013[24]
- Niki de Saint Phalle, rétrospective. Grand Palais, Guggenheim Bilbao. 2016[25]
- Ceramix, les artistes et la céramique au XXème siècle. Bonnefantenmuseum, Porcelana de Sèvres. 2016

## Distinciones
Camille Morineau fue promovida a chevalière de la Legión de Honor en enero de 2020.